# Kimiko Shiratori
Kimiko Shiratori (白鳥 公子, Shiratori Kimiko), née le 6 juin 1968, est une joueuse internationale de football japonaise.

## Biographie
Le 17 octobre 1984, elle fait ses débuts dans l'équipe nationale japonaise contre l'Italie. Elle compte 5 sélections en équipe nationale du Japon de 1984 à 1986.

## Statistiques
Le tableau ci-dessous présente les statistiques de Kimiko Shiratori en équipe nationale
| Équipe du Japon | Équipe du Japon | Équipe du Japon |
| Année           | Matchs          | Buts            |
| --------------- | --------------- | --------------- |
| 1984            | 3               | 0               |
| 1985            | 0               | 0               |
| 1986            | 2               | 0               |
| Total           | 5               | 0               |